# Honey Boy (film)
A Honey Boy 2019-ben bemutatott amerikai filmdráma amelyet Shia LaBeouf forgatókönyvéből Alma Har’el rendezett. A főbb szerepekben LaBeouf, Lucas Hedges, Noah Jupe és FKA Twigs látható. 
LaBeouf eredetileg egyfajta terápiaként írta a forgatókönyvet, miközben elvonón volt. A projektet 2018 márciusában jelentették be, a szereplőgárda pedig a következő két hónapban teljesedett ki. A forgatás Los Angelesben zajlott, körülbelül három hét időtartamban. 
Világpremierje 2019. január 25-én volt a Sundance Filmfesztiválon, majd 2019. november 8-án mutatta be az Amazon Studios. Általánosságban pozitív viszajelzéseket kapott a kritikusoktól, akik dicsérték Har'el rendezését, valamint LaBeouf, Hedges és Jupe alakítását.

## Cselekmény
2005-ben Otis Lort egy alkoholizmusban szenvedő filmsztár. Miután autóbalesetet szenved és összetűzésbe keveredik a rendőrséggel, kénytelen elvonóra menni. Dr. Moreno, a tanácsadója közli vele, hogyha elhagyja az intézetet, mielőtt hivatalosan is készen állna, a bíróság börtönbe küldi erőszakos bűncselekmények vádjával. Ezután megpróbálja meggyőzni Otist, hogy poszttraumás stressz zavarban szenved; a férfi többször is tagadja, de az orvos arra bátorítja, hogy expozíciós terápia segítségével dolgozza fel újra problémás múltját. Otis kezdetben vonakodik, mivel feleslegesnek tartja a folyamatot, de végül elkezdi felidézni a gyermekkorát.
1995-ben Otis gyerekszínészként dolgozott, gyakran elkísérte a forgatásokra édesapja, James, egy korábbi rodeóbohóc. James korábban alkoholista volt, de az absztinencia állandóan idegessé, mániákussá és agresszívvá teszi; ők ketten egy nyomorúságos motelben élnek, Otis pedig anyja kérésére beiratkozik a Big Brother programba, James féltékenysége ellenére. Egy alkalommal Otis engedélyt kér James-től, hogy Tommal, a program egyik tagjával elmehessen egy baseballmeccsre. James meghívja a férfit egy grillpartira, majd beledobja a medencébe és erőszakosan megfenyegeti. Amikor Otis szerepet kap egy Kanadában forgatandó filmben, kénytelen közvetítőként részt venni a szülei közötti vitában, mivel James nem kísérheti el, mert szexuális bűnözőként van bejegyezve.
További visszaemlékezésekből kiderül, James a mostohaanyjától elszenvedett bántalmazás miatt kezdett el inni, és egy alkalommal, miután berúgott, megpróbált megerőszakolni egy nőt, ami miatt szexuális bűnözőként vették nyilvántartásba. James folyamatosan zaklatja Otist, mert újra és újra elismétli a jeleneteit, emiatt a szomszédokkal is kiabál. Otis elmondja apjának, hogy ő a főnök, mivel ő az, aki biztosítja a pénzt, amiből eltartja magát, és senki sem alkalmazná a korábbi panaszai miatt. Egy vita során James megüti Otist, és elmegy drogot venni, míg Otis egy lánynál tölti az éjszakát, aki ugyanabban a motelben lakik. Másnap James ébreszti fel őket, a lány távozik, miután megpofozta őt; apa és fia elmennek kannabiszt szívni, és rövid időre érzelmi kapcsolatot teremtenek.
Eközben a jelenben Otis megtanulja, hogyan uralkodjon dühproblémáin. Újra felkeresi gyermekkora moteljét, és elképzeli, amint beszélget az apjával, és elmondja neki, hogy filmet akar készíteni róla.

## Szereplők
| Szerep          | Színész              | Magyar hang    |
| --------------- | -------------------- | -------------- |
| James Lort      | Shia LaBeouf         | Kaszás Gergő   |
| Otis Lort       | Lucas Hedges         | Kenéz Ágoston  |
| Otis Lort       | Noah Jupe (fiatalon) | Maszlag Bálint |
| szégyenlős lány | FKA Twigs            | Nagy Katica    |
| Sandra          | Maika Monroe         |                |
| Mrs. Lort       | Natasha Lyonne       | Solecki Janka  |
| Alec            | Martin Starr         | Welker Gábor   |
| Percy           | Byron Bowers         |                |
| Dr. Moreno      | Laura San Giacomo    | Timkó Eszter   |
| Tom             | Clifton Collins Jr.  | Ágoston Péter  |
| TV apa          | Graham Clark         | Holl Nándor    |

### Magyar változat
- Magyar szöveg: Szemere  Laura
- Hangmérnök: Weichinger Kálmán
- Vágó: Pilipár Éva
- Gyártásvezető: Derzsi Kovács Éva
- Szinkronrendező: Dezsőffy Rajz Katalin
- Produkciós vezető: Marjai Szabina

A szinkront az SDI Media Hungary készítette el.

## A film készítése
Shia LaBeouf a forgatókönyvet saját élettapasztalatai alapján írta, karaktere pedig a saját apján alapul, a film címe pedig gyermekkori becenevéből származik. A forgatókönyvet egy rehabilitációs program keretében írta Connecticutban, ahol poszttraumás stressz zavarral diagnosztizálták, és terapeutája arra bátorította, hogy írjon a gyerekkoráról.
2018 márciusában bejelentették, hogy Lucas Hedges és Shia LaBeouf csatlakoztak a film szereplőgárdájához, a rendező pedig Alma Har’el lesz, LaBeouf saját forgatókönyve alapján. Brian Kavanaugh-Jones, Daniela Taplin Lundberg és Christopher Leggett lettek a film producerei, cégeiken keresztül: Automatik, Stay Gold Features és Delirio Films. Fred Berger vezető producerként vett részt a projektben. LaBeouf megosztotta a forgatókönyvet Har’ellel, aki barátja és alkotótársa is volt, és aki úgy döntött, hogy ő akarja megrendezni a filmet. 2018 áprilisában Noah Jupe csatlakozott a szereplőkhöz. 2018 májusában Clifton Collins Jr., Maika Monroe, Natasha Lyonne, Martin Starr, Byron Bowers és Laura San Giacomo is csatlakoztak a stábhoz. 2018 júniusában bejelentették, hogy FKA Twigs is szerepet kapott a filmben.
Amikor arról kérdezték, hogyan hatott a rehabilitációjára az, hogy filmet készített a saját életéről, LaBeouf így válaszolt: „Furcsa érzés fetisizálni a fájdalmadat, terméket csinálni belőle, és emiatt bűntudatot érezni. Ez az egész nagyon önzőnek tűnt. Soha nem azért vágtam bele, mert azt gondoltam, hogy ‘Ó, ezzel most majd segítek másokon.’ Ez nem volt a célom. Éppen darabokra hullottam.”
A forgatás 2018 májusában kezdődött Los Angelesben, és 19 napig tartott.
2022 augusztusában LaBeouf elárulta, hogy kreatív szabadságot alkalmazott apja karakterének megformálásakor**, és a Honey Boy nem egy autentikus önéletrajzi ábrázolása volt a gyerekkorának. Elmondása szerint megbánta, hogy az apát a filmben bántalmazóként mutatta be, miközben valójában: „…egész életemben szeretettel volt irántam. Törött volt, persze. Görbe, biztosan. Különc, egyértelműen. De soha nem volt szeretetlen, soha nem tűnt el. Mindig ott volt… és én egy világ körüli sajtókörúton vettem részt, ahol arról beszéltem, milyen elcseszett ember.” LaBeouf azt is elmondta, hogy a film premierje után felhívta az apját, és: „felelősséget vállaltam mindezért, és nagyon is tisztában voltam vele, hogy ezt már nem lehet visszavenni.”

## Bemutató
A film világpremierje a Sundance Filmfesztiválon volt 2019. január 25-én. Nem sokkal később az Amazon Studios megszerezte a film forgalmazási jogait, és 2019. november 8-án mutatta be a mozikban.

## Fogadtatás

### Bevételi adatok
A Honey Boy az Amerikai Egyesült Államokban és Kanadában 3 millió dollárt,[4] más területeken 258 087 dollárt hozott, ami világszerte 3,3 millió dolláros összbevételt eredményezett a 3,5 millió dolláros gyártási költségvetésével szemben. A film négy moziból 301 075 dollárt gyűjtött a nyitóhétvégén, ami „erős” kezdésnek számított. A következő hétvégén 17 moziban vetítették, és 203 272 dollárt termelt.

### Kritikai visszhang
A Rotten Tomatoes weboldalon 95%-os értékelést kapott 238 kritika alapján, az átlagértékelése 7,7 pont a 10-ből. Az oldal szöveges összefoglalója szerint: „A Honey Boy egyfajta filmes terápiaként szolgál a forgatókönyvíró és az alany számára, akinek egyedi perspektívája mindenféle hátterű közönségben meg fog jelenni.” A Metacritic oldalán 100-ból 73 pontott kapott (41 kritika alapján), ami „általánosságban kedvező” értékelést jelent.
A. A. Dowd a The A.V. Clubtól azt írta: „A Honey Boy a drámaterápia megdicsőült formájaként lenyűgöző”.